# منتخب تركمانستان لكرة السلة للسيدات
منتخب تركمانستان لكرة السلة للسيدات هو ممثل تركمانستان الرسمي في المنافسات الدولية في كرة السلة للسيدات .